# Ordo Equitum Solis
Ordo Equitum Solis (abbr. OES) è un gruppo musicale alternative rock composto da Leithana, nome d'arte di Nathalie Herrera, francese (voce, tastiere, zither, percussioni) e Deraclamo, nome d'arte di Paolo De Marco, italiano (voci, chitarra).
Il duo si forma nel 1988, pubblicando album tra il 1990 ed il 2000, ed eseguendo numerose tournée. Nel 2001 il gruppo si scioglie improvvisamente. Ritorna in attività nel 2010 in trio con Maury pseudonimo di Maurizio Cappello (Basso e percussioni).
Il genere musicale di Ordo Equitum Solis non rientra in una categoria ben definita. Mentre i primi album hanno spiccate influenze industriali, darkwave esoterico con accenni medievali, col tempo lo stile musicale è maturato, inglobando sonorità più sfaccettate tra neofolk, sperimentalismo e ballate elettro acustiche. Gli album, che includono anche brani strumentali, sono caratterizzati da una significativa alternanza e mix di stili, rendendo la musica di Ordo Equitum Solis inconsueta, varia, intimista, e di difficile collocazione. Caratteristiche sono la bella voce di Leithana, la chitarra folk di Deraclamo, i testi in diverse lingue (inglese, francese, latino, italiano), le melodie a forte carica emotiva, gli effetti sperimentali, l'atmosfera romantico-decadente, e gli arrangiamenti ricercati, eleganti e talvolta provocatori.
I lavori di Ordo Equitum Solis sono stati spesso veri e propri concept-album, ispirati a tematiche simboliche ed esperienze personali. In essi si denota anche la dualità del gruppo, tra la genialità creativa spesso inflessibile di Leithana, e la visione più universale e solare di Deraclamo.

## Storia di Ordo Equitum Solis

### Le origini
Gli OES si conobbero nel 1985 in un club post-punk (Le Saint) a Parigi, città in cui abitava Leithana. Deraclamo vagava invece tra Londra, Parigi e Barcellona. Ebbe subito inizio il progetto di suonare insieme, data la coincidenza tra i loro gusti musicali, specialmente della scena post-punk e dark londinese. Oltre agli stessi gusti musicali i due erano accomunati dal senso e voglia di libertà, che nei successivi anni li porterà a un continuo vagabondaggio, tema ripreso nel cd Planetes.
Per concretizzare il progetto musicale, nel 1987 i due si trasferirono in Italia in un villaggio montano chiamato Paganotti, dove ebbe inizio la preparazione di ciò che sarebbe stato il loro primo album “Solstitti Temporis Sensus”. L'influenza magica del territorio, intrisa di unione tra gli elementi agresti, ed il forte contatto con la natura daranno all'album una sorta di magia proiettata al di là dei tempi. Leithana, già polistrumentista (chitarra, pianoforte e basso), si dedicò definitivamente alle tastiere, e Deraclamo alla chitarra. Tra il 1988 ed il 1989 prende vita una grande amicizia con Tony Wakeford (Sol Invictus), che sarebbe poi sfociata in un'importante collaborazione per il gruppo. La cooperazione fu reciproca fino al 1992, con Leithana che registrò alcune tracce di piano per Sol Invictus e Tony Wakeford che appare sui primi due cd degli Ordo Equitum Solis. Leithana partecipò inoltre ad alcuni concerti di Sol Invictus in qualità di tastierista, in particolare durante il mitico tour in Germania (1991) che vedeva insieme in tabellone i gruppi Death In June, Current 93 e Sol Invictus.

### Il periodo 1990-1997
Il 21 dicembre 1990 esce l'album Soltitti Temporis Sensus per l'etichetta indipendente Musica Maxima Magnetica (già produttore di Sleep Chamber, Vasilisk e numerosi altri artisti). L'album riscuote subito un inaspettato successo sia in termini di vendita che di pubblico. La collaborazione con l'etichetta sarebbe destinata a durare fino al 1996 con gli album “Animi Aegritudo” (1992), il mini-cd “OES” (1993), il live “Paraskénia” (1994), ed infine l'album “Hecate” (1995).
Il periodo vede una forte crescita artistica del duo assieme ad una crescente popolarità specialmente tra gli ascoltatori del genere gotico e neo-folk. Innumerevoli articoli ed interviste appaiono su magazine e fanzine. Il gruppo fa numerosi concerti in Europa, oltre ad un tour in USA e in Russia nel 1993. La piena maturità musicale del periodo si realizza con l'album Hecate, molto diverso da quanto offerto nella scena musicale del momento, indubbiamente innovativo e sorprendente.
Il 1995 segna anche l'inizio di un periodo molto difficile per Ordo Equitum Solis, a causa di crescenti dissapori con l'etichetta Musica Maxima Magnetica, dovute ad ingerenze del distributore Audioglobe. Le registrazioni di quello che avrebbe dovuto essere l'album seguente, “Planetes”, iniziate nel 1996, rimasero non missate fino al 1998, anno in cui Ordo Equitum Solis riuscì finalmente a riacquisire appieno i diritti sui propri lavori, e quindi a tornare in piena attività.

### Il periodo 1998-2002
Nel gennaio 1999 OES pubblica l'album “Planetes” con la propria etichetta Sinope per l'inglese World Serpent Distribution. Il periodo di rinascita del gruppo vede la pubblicazione di vari lavori fino al 2000 tra cui il mini-album Signs (Sinope, 1999), la raccolta Octo (Sinope, 1999), l'album Metamorphosis-Personam Impono (Sinope, 2000) ed infine il picture-disc vinile A Divine Image (Sinope, 2000).
Durante questo periodo si evolvono ancora l'animo artistico e le sperimentazioni tecniche del gruppo, diventando lo stile sempre più raffinato e distaccato da facili cliché. Planetes segna una svolta artistica per OES. Verrà scritto da Vittore Baroni: “Planetes , con le sue delicate ballads elettroacustiche e rarefatte trame “esoteriche” di tastiere, si colloca dunque più che degnamente all'interno di un tragitto creativo ancora in solitaria e pregevole ascesa". Il successo di questi ultimi cd sarà discreto, avendo ampia risonanza su magazine e fanzine internazionali.
Tuttavia, la non efficiente distribuzione di World Serpent delude le aspettative del gruppo. Il mercato musicale era inoltre sconvolto dall'avvento dell'MP3 e dei download. Il calo delle vendite generalizzato portava il gruppo in eccessiva difficoltà economica per poter proseguire il proprio lavoro in modo professionale e mantenere la qualità raggiunta fino a quel momento. Non ultimo, le crescenti difficoltà per fare concerti, attimi vissuti sempre con piena intensità dal gruppo, portano allo scioglimento di Ordo Equitum Solis, che avviene appena finita l'esibizione al Wave Gotik Treffen (Lipsia, Germania) il 3 giugno 2001.
Nonostante lo scioglimento del gruppo, Leithana e Deraclamo lavorano ancora alla pubblicazione di inediti composti durante il periodo 1989-90, con l'intenzione di pubblicarli quale album “postumo”. Dal canto suo, Leithana inizia a lavorare su un eventuale album solo, che deciderà di non pubblicare mai, nonostante alcuni brani fossero già finiti. Nel 2002 ogni progetto musicale del gruppo viene lasciato in sospeso.

### Il ritiro dalle scene 2002-2010
Sciogliendosi OES, pure il rapporto tra Leithana e Deraclamo si conclude. I due rimarranno tuttavia grandi amici. Il periodo 2002-2010 vede il gruppo estraniarsi totalmente dalle scene musicali. Sia Leithana che Deraclamo si dedicano ad altre attività, proponendosi nel futuro di sistemare ogni questione in sospeso inerente Ordo Equitum Solis. Diversamente da quanto immaginato dalla band, la notorietà del gruppo non scomparve mai.

### 2011, Il nuovo inizio
Nel novembre 2010 è apparso sul sito ufficiale l'annuncio della ripresa delle attività del gruppo, incluso l'uscita di un nuovo album di OES.

### 2013, L'album del ritorno
È apparso sul sito ufficiale della band l'annuncio di uscita del nuovo album il 18/04/2013, l'album viene distribuito dall'etichetta indipendente francese Cynfeirdd.

## Influenze e musica
Ordo Equitum Solis è stato influenzato dalla scena gotica e post-punk londinese degli anni ottanta, ed in particolar modo da gruppi quali Joy Division, SPK, Cocteau Twins, Bauhaus, Dead Can Dance, Clair Obscure, Virgin Prunes, Coil, Sol Invictus e Death In June.
Il nome del gruppo in latino che significa “L'Ordine dei Cavalieri del Sole” è stato voluto da Deraclamo, e voleva sottolineare una certa visione del mondo, deliberatamente anacronistica ma tuttavia forte ed attuale negli anni novanta. L'utilizzo della lingua latina ed il look del gruppo rappresentano alcune delle innovazioni della band, che saranno in seguito ampiamente riprese e utilizzate nel mondo musicale gotico ed alternativo. Ordo Equitum Solis si è anche spesso avvalso di tematiche simboliche e magiche non sempre esplicite, mentre sono più espliciti i riferimenti allo gnosticismo, all'amore per la natura e all'unione concettuale con gli elementi.

## Discografia

### Album
- 1990 - Solstitti Temporis Sensus
- 1991 - Animi Aegritudo
- 1993 - OES Mini-CD
- 1994 - Paraskénia - Registrato dal vivo e all'aperto il 20 e 21 giugno 1993, in Magna Grecia (Monti Iblei) e nella Necropoli di Pantalica (XII secolo a.C.).
- 1995 - Hecate
- 1999 - Planetes
- 1999 - Signs
- 2000 - Metamorphosis - Personam Impono
- 2013 - Killing Time Killing Love

### Singoli
- 1994 - Playing With The Fire/Angoris Nox - Limited 7" (Numerato a mano 500 copie)
- 2000 - A Divine Image/Before The Morning Rose - Limited Picture 7" (777 Copie)

### Raccolte
- 1999 - Octo

### Video
- 1995 - In Russia - VHS (Concerto live e interviste; filmato realizzato a Mosca il 24 novembre 1993)